# 生駒親愛
生駒 親愛（いこま ちかよし、文政元年9月25日（1818年10月24日） - 天保10年5月24日（1839年7月4日））は、江戸時代後期の旗本。通称は大蔵助。

## 生涯
文政元年（1818年）9月25日、奥平昌高の六男として誕生する。交代寄合生駒親孝の養子となった。天保元年（1830年）3月15日、将軍徳川家斉に御目見する。同年11月8日、親孝の隠居により家督を相続した。天保10年（1839年）5月24日、死去した。家督は弟（奥平昌高の十一男）の親道が末期養子として継いだ。
正室は松平忠馮の娘喜代。